# Coup Philippe
De Coup Philippe is een standaardcombinatie die bij het dammen, en dan vooral in een zogenaamde klassieke partij, een rol speelt.
Bij de Coup Philippe wordt de eindslag, als wit de combinatie uitvoert, gemaakt met schijf 38 of 40. Deze slaat dan via de velden 29 en 18 naar 7 of 9 en vaak nog verder naar 16 of 20.
In de stand van het diagram wint wit een schijf door de Coup Philippe. Deze stand kan ontstaan na de openingszetten 33-28 (18-23) 39-33 (12-18) 44-39 (7-12) 31-26 (20-25?).
in het diagram volgt dan 28-22 en hoe zwart ook slaat, steeds volgt 34-30 en wit wint minstens twee schijven.
Het wordt beginnende dammers vaak afgeraden om in een klassieke positie een randschijf te plaatsen, juist om dit soort redenen.
Een andere, vroeger in het Nederlandse taalgebied gebruikelijke, benaming voor de Coup Philippe is blokzet. De term blokzet wordt in de huidige damliteratuur echter niet meer gebruikt.